# Totenopfer (Altes Ägypten)
Das altägyptische Totenopfer stellte in der Totenliturgie ein wichtiges Ritual dar, das in der Grabanlage vollzogen wurde. Die „Stimme“ des Totenpriesters bewirkte das „Herauskommen“ vom Ba des Toten. Durch die Rezitation des Totenpriesters trat der Ba aus dem Jenseits hervor und empfing die Opfergaben. Diesen Vorgang bezeichneten die Altägypter als „Herauskommen auf die Stimme (des Totenpriesters)“.

## Totenopfer und Darbringung
Bereits im Alten Reich war mit dem „Herauskommen der Totenseele“ die Darbringung von Opfergaben verbunden. In der Mastaba des Wesirs Achethotep aus der fünften Dynastie heißt es: „Mögen ihm ewiglich alle Opfergaben dargebracht werden in seinem Grab und an jedem Ort des Totenopfers“. Im Mittleren Reich ist die „Darbringung“ erstmals in Opferformeln als Bitte belegt: „Mögen ihm Opfer niedergelegt werden am Wag-Fest, Thot-Fest, Neujahrsfest und an allen schönen Festen“. Besonders mit Beginn des Neuen Reiches zeigen zahlreiche Grabinschriften den Ritus der Darbringung von Totenopfern, die an verschiedenen Totenfesten „auf die rufende Stimme des Opferdarbringers hin“ erfolgten:

„Mein Ba lebt beim Herrn der Ewigkeit. Die Türhüter wehren ihn nicht ab, die die Tore der Duat bewachen. Möge er herauskommen beim Ausrufen der Opferdarbringung in meinem Grab der Nekropole. Möge er sich erfreuen an Brot und Überfluss haben an Bier und möge er Wasser trinken an der Trinkstelle des Flusses.“